# Thomas Vaughan (Adliger, † um 1493)

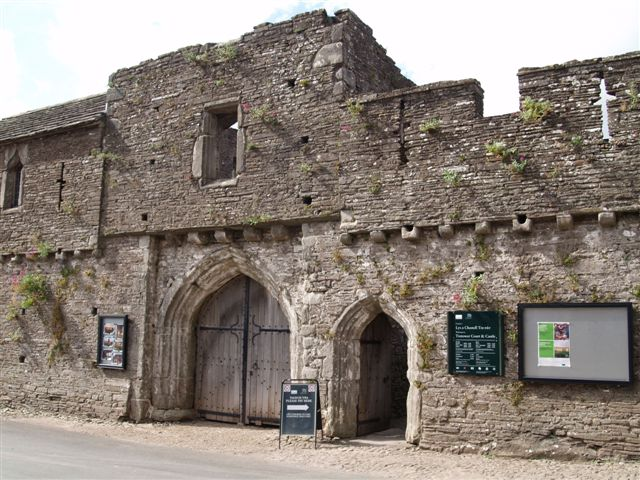
Thomas Vaughan ließ um 1480 den Torturm und weitere Teile von Tretower Court errichten

Sir Thomas Vaughan († um 1493) war ein walisischer Adliger. Er war der älteste Sohn von Roger Vaughan von Tretower und dessen ersten Frau Denise, einer Tochter von Thomas ap Philip Vaughan aus Talgarth. Er ist nicht zu verwechseln mit dem gleichnamigen walisischen Höfling Thomas Vaughan, der 1483 hingerichtet wurde.

## Jugend und Erbe
Thomas Vaughan diente als Knappe am Königshof und bürgte 1468 für die Schulden seines Onkels William Herbert, 1. Earl of Pembroke. Nachdem sein Vater 1471 während der Rosenkriege hingerichtet worden war, erbte Thomas dessen Besitzungen. Tretower Court, den Wohnsitz seines Vaters, ließ er weiter ausbauen. Während der Minderjährigkeit von Anne, der Tochter und Erbin von John Mowbray, 4. Duke of Norfolk, wurde er am 7. Oktober 1480 Verwalter ihrer südwalisischen Herrschaft Gower. 

## Leben
Als der Duke of Buckingham im Oktober 1483 gegen König Richard III. rebellierte, verweigerten Vaughan und andere seiner Verwandten ihm die Unterstützung, stattdessen plünderten sie Brecon Castle, eine Burg Buckinghams. Vaughan wurde daraufhin zum Ritter geschlagen und der König belohnte ihn am 4. März 1484 mit der lebenslangen Übertragung der Verwaltung von Brecon, Hay und Huntington. Nachdem Richard III. im Jahr 1485 von Henry Tudor, dem späteren Heinrich VII., bei der Schlacht von Bosworth besiegt wurde, war Vaughans Stellung als einer der führenden Yorkisten in Südwales in Gefahr. 1486 plünderte er deshalb erneut Brecon Castle, doch am 2. April 1487 begnadigte ihn der König. Vaughan musste jedoch Teile der Besitzungen zurückgeben, die sein Vater während der Rosenkriege auf Kosten von Lancastrianern erworben hatte.
Wie andere Angehörige seiner Familie war auch Thomas ein großzügiger Förderer von walisischen Barden. Mehrere Barden wie Lewis Glyn Cothi, Dafydd Epynt, Ieuan ap Huw Cae Llwyd oder Huw Dafi besangen seine Taten.

## Familie und Nachkommen
Thomas war zweimal verheiratet. In erster Ehe heiratete er Cissil, eine Tochter von Morgan ap Jenkin aus Gwent. In zweiter Ehe heiratete er nach 1485 Jane, die Witwe von Walter Devereux, 1. Baron Ferrers of Chartley, einem der führenden Anhänger des Hauses York. Er hatte drei Söhne, Roger, Watkin und Henry.